# Здравко Понош
Здравко Понош (Книн, 3. новембар 1962) српски је политичар, бивши дипломата и генерал у пензији.
Рођен у српској породици из Голубића, села код Книна. Касније се преселио у Загреб, у којем је провео већи део младости и стекао диплому инжењера електронике. Понош се 1986. преселио у Србију, где је започео своју војну каријеру. Две године касније запослио се Одељењу за развој и опремање у Београду, где је радио до 2002. године. Потом се запослио у Министарству одбране, где је био саветник више министара, укључујући будућег председника Бориса Тадића. Године 2005. унапређен је у чин генерал-мајора, након што је од 2000. служио као пуковник, а постао је и заменик начелника Генералштаба. Годину дана касније Тадић га је унапредио за начелника Генералштаба Војске Србије. Као начелник Генералштаба, Понош је радио на реформи и професионализацији војске која је стагнирала крајем 2008. због сукоба између њега и министра Драгана Шутановца, што је довело до његове смене у децембру 2008. Понош је годину дана касније пензионисан као официр.
Након одласка из војске, Понош је радио као дипломатски помоћник министра спољних послова Вука Јеремића, са којим је раније радио у Влади Србије. Њихова сарадња је настављена и после 2012. године, а Понош је био шеф Јеремићевог кабинета током његовог мандата председника Генералне скупштине УН. По повратку из Сједињених Америчких Држава формирали су „Центар за међународну сарадњу и одрживи развој”, где је Понош у почетку био извршни директор, а касније и виши саветник.
Понош је у политику ушао 2017. након рада у Јеремићевом предизборном тиму на председничким изборима, а касније исте године основали су Народну странку. Изабран је за потпредседника и ту функцију је обављао до новембра 2021. године. Био је кандидат за председника коалиције Уједињени за победу Србије на председничким изборима 2022. године. Странка слободе и правде га је без консултације његове Народне странке предложила за кандидата испред те коалиције. Председник Народне странке Вук Јеремић је био изненађен предлогом, јер је Понош је претходно поднео оставку на место председника београдског одбора, и најавио је да се неће кандидовати за потпредседника странке. Иако је први избор народњака био Мирослав Алексић, Јеремић је ипак прихватио Поноша као председничког кандидата. На председничким изборима је заузео друго место, освојивши 18% гласова од изашлих 58,63% бирача. После избора је напустио Народну странку и основао странку Србија центар — СРЦЕ. Тренутно је народни посланик.

## Детињство и младост
Понош је рођен 3. новембра 1962. у Книну, НР Хрватска, ФНР Југославија. Потиче из српске породице.
Основну школу завршио је у Голубићу, а касније у младости преселио се у Загреб, где је завршио средњу техничку школу и гимназију копнене војске. Одлучио је да настави са војном школом, наводећи да је „то било потпуно ново и непознато”. Потом је уписао Техничку војну академију у Загребу, где је 1986. године стекао диплому инжењера електронике. Постдипломске студије завршио је 1999. године, на Електротехничком факултету Универзитета у Београду, магистрирао на тему „анализа отпорности на ометање GPS пријемника”. Своје војне вештине усавршавао је на Краљевском колеџу за одбрамбене студије у Лондону, а завршио је и курсеве у Швајцарској и Немачкој. Такође је завршио STANAG 6001, НАТО курс.
Објављивао је своје радове о глобалним навигационим системима у познатом јапанском часопису и учествовао на стручним скуповима.

## Војна каријера

### 1980-е и 1990-е
Своју војну каријеру започео је 1986. године. По завршетку Техничке војне академије у Загребу, понуђено му је да остане да ради као асистент, али је он ту понуду одбио и уместо тога изабрао да ради у Војнотехничком институту у Београду. Био је стациониран у Ужицу као део батаљона за електронско ометања и САП Косово. За то време радио је на ометању телевизије ТВ Тирана на КиМ, а касније је изјавио да је „то био прилично залудан посао, али војска себи није додељивала задатке”. Ту је наставио да ради до 1988. године, када је одлучио да се врати у Београд да би радио у Одељењу за развој и опремање. Овај посао назвао је „изванредним”, а углавном је био концентрисан на интензивне контакте са цивилним институтима и фирмама. Деведесетих се већ преселио у Србију, а на почетку распада Југославије размишљао је да напусти земљу, али је на крају ипак остао. Током НАТО бомбардовања СРЈ 1999. године, радио је са својим тимом на разним импровизацијама како би спречили веће губитке, посебно на Косову и Метохији. Описао је то као „најсјајнију фазу нашег рада”. После бомбардовања, одликован је Орденом за заслуге у области одбране и безбедности од стране председника Савезне Републике Југославије Слободана Милошевића.

### 2000-е
Понош је 2000. године унапређен у пуковника, а пет година касније постао је генерал-мајор. Поларизацију у војсци доживео је приликом свргавање Слободана Милошевића, иако је навео да се „десио 5. октобра, а у војсци се ништа не дешава”. У Одељењу је радио до 2002. године, а убрзо након тога је почео да ради у Министарству одбране. Био је саветник Бориса Тадића док је био на челу Министарства одбране. Током свог боравка у министарству одбране, понуђено му је да формира „одељење за сарадњу са НАТО-ом”, што је прихватио. Своје време под Тадићем описао је као „успешну сарадњу”. Понош је на тој функцији остао до 2004. године. Године 2005. постао је заменик начелника Генералштаба. Као заменик начелника Генералштаба, пре свега је био оријентисан на реформу и професионализацију војске, а након распада Србије и Црне Горе 2006. године, придружио се тиму који је предводио министар одбране Зоран Станковић у циљу наставка реформи. У то време био је један од најмлађих чланова Генералштаба.

### Начелник генералштаба (2006—2008)
Поноша је Тадић, сада као председник Републике Србије, именовао за начелника Генералштаба у децембру 2006. године. Такође је унапређен у чин генерала-потпуковника. Неки опозициони политичари су Поношево именовање описали као „пакет за бржи приступ европским интеграцијама” због његовог статуса проевропског генерала. Као начелник Генералштаба наставио је да подржава реформу и професионализацију војске, а такође је изразио подршку повећању плата официра и сарадњи војске са суседним земљама, Европском унијом и НАТО-ом.
Током прве седмице као начелник Генералштаба, представљао је Србију приликом отварања НАТО канцеларије за везу у Србији. Понош је био усред медијске пажње у априлу 2007. године, када су неки радикалски политичари тврдили да га треба сменити због његових проевропских изјава. Драган Шутановац је заменио Станковића на месту министра одбране у мају 2007. године. Седмицу касније отпутовао је у Сједињене Америчке Државе где се састао са начелником Генералштаба Оружаних снага САД. Понош је у октобру прокоментарисао да „војска не штити хашке оптуженике”. Касније у децембру Понош и Шутановац су неколико дана боравили у близини административног прелаза са Косовом и Метохијом како би сагледали ситуацију, за коју су касније изјавили да је „мирна” и да се „не очекује дестабилизација овог дела Србије”. У октобру 2008. састао се са представницима војске Турске и Норвешке. Месец дана касније Понош је изразио подршку промени Кумановског споразума.
Сукоб између Поноша и Шутановца постао је познат јавности након што је Понош у интервјуу изјавио да „није задовољан оним што ради Министарство одбране” и да је „министарство зауставило реформе”. Тадић је током интервјуа изјавио да је „систем одбране стабилан”. Здравко Понош је за Политику изјавио да није у питању сукоб две личност већ две концепције о погледу на будућност земље и њене безбедности. Тадић је тада одлучио да у овом сукобу стане на страну Шутановца, а Поноша је сменио 30. децембра, након наводног кршења војних правила. Понош је прихватио да се повуче. Неки посматрачи сматрају да је овај сукоб политички потез. Поноша су раније опозициони политичари позвали да поднесе оставку због својих реформи и проевропских ставова.
Под Поношем су америчка држава Охајо и Србија започеле војну сарадњу. Понош је скинуо тајност са делова стенограма са седница Колегијума начелника Генералштаба, откривајући да су Слободан Милошевић, а касније, у мањој мери, Војислав Коштуница, планирали да користе војску у политичке сврхе, посебно у Црној Гори. У време док је био начелник Генералштаба, Војска је имала највише позитивних критика у српској јавности. Наследио га је Милоје Милетић у фебруару 2009. године.

### Унапређења
| Година |  | Чин                 |
| ------ |  | ------------------- |
| 1986   |  | поручник            |
|        |  | капетан             |
|        |  | капетан I класе     |
|        |  | мајор               |
|        |  | потпуковник         |
| 2000   |  | пуковник            |
| 2005   |  | генерал-мајор       |
| 2006   |  | генерал-потпуковник |
| 2007   |  | генерал-потпуковник |

### Пензија
После разрешења са места начелника Генералштаба, Понош је остао у војсци још годину дана, премда нераспоређен. Изразио је жељу да постане помоћник у Министарству спољних послова Вука Јеремића, иако је Шутановац изјавио да „не намерава да предлаже Тадићу његово пензионисање” и предложио је Поношу да поднесе оставку на функцију у Министарству одбране. Председник Тадић га је пензионисао 31. децембра 2009. године.

## Политичка каријера

### Почетни период
Развио је интересовање за политику док је читао новине Борба, а током 1990-их противио се режиму Слободана Милошевића. Почетком 2000-их упознао је Бориса Тадића са којим је разговарао о војсци приликом њиховог првог сусрета.
Недељник Време га је прогласио за личност године 2006.
У периоду кампање за изборе 2008. године, Понош је изјавио да „чести избори не утичу негативно на реформе војске”.
Убрзо након војног пензионисања постао је помоћник Вука Јеремића, тада министра спољних послова. Понош је почетком 2000-их сарађивао са Јеремићем, док је Јеремић био Тадићев саветник. У априлу 2010. био је део делегације која је потврдила пријатељство са Либијом. У јуну 2011. Понош је отворио изложбу у циљу промоције историје дипломатских односа Француске и Србије. На тој функцији је био до промене власти 2012. године. Касније је постао шеф кабинета Вука Јеремића док је био председник 67. заседања Генералне скупштине УН. Током овог периода боравио је у Њујорку. По повратку у Београд, Понош и Јеремић су основали Центар за међународну сарадњу и одрживи развој (ЦИРСД). Понош је био извршни директор, док је за председника изабран Јеремић. Касније је радио као виши саветник.

### Активности од 2017. до 2022.
Након војне и дипломатске каријере, Понош је ушао у политику 2017. и учествовао у Јеремићевом предизборном тиму на председничким изборима 2017. године. Јеремић је заузео четврто место са 5,65% гласова. Касније исте године, у октобру, учествовао је у оснивању Народне странке. На првој партијској конференцији изабран је за потпредседника.
Понош је подржао формирање шире опозиционе коалиције за изборе за одборнике Скупштине града Београда 2018. године. Његово име се нашло на изборној листи, која је на крају освојила 19% гласова. Касније исте године подржао је именовање Милана Мојсиловића за начелника Генералштаба. Био је и један од главних представника опозиције током протеста 2018. и 2019. године. У јулу 2019. изјавио је да се противи учешћу на парламентарним изборима 2020. и позвао на бојкот избора. Бојкот је касније потврдио и Савез за Србију, чија је део била и његова странка. Позвао је грађане да они такође бојкотују парламентарне изборе. У новембру 2019. поново је изабран на функцију потпредседника странке. Убрзо након потписивања Вашингтонског споразума у септембру 2020. године, Понош је изјавио да je „за боље односе Срба и Албанаца значајнија политичка појава Дритана Абазовића”. На партијској конференцији истог месеца, Понош је изабран за носиоца изборне листе на предстојећим изборима за одборнике Скупштине града Београда, али је одбио понуду. Након бојкота избора 2020. године, Понош је најавио да ће „опозиционе странке вршити притисак на владу како би се будући избори одржали под фер условима”. Почетком 2021. изразио је подршку заједничком наступу на предстојећим општим изборима и заједничком опозиционом председничком кандидату. Био је један од учесника међустраначких дијалога о изборним условима који су се водили током 2021. године. Понош се повукао са функције потпредседника Народне странке на њеној партијској конференцији у новембру 2021. године.
Од 2021. Понош је на мети провладиних медија у којима се шире дезинформације о његовој каријери и ставовима.

### Избори 2022.
Понош је почетком новембра 2021. изјавио да је „јединство опозиције на свим нивоима” његов предуслов да се кандидује за председника Србије. Јеремић је навео да је изненађен овим потезом, а навео је да би до кандидата пре требало доћи консензусом опозиционих странака. Санда Рашковић Ивић осудила је нападе провладиних медија и народних посланика.
Странка слободе и правде је 22. јануара 2022. предложила Поноша за заједничког опозиционог кандидата, без претходне консултације са његовом Народном странком. Он је нешто пре тога одустао од кандидатуре за председника Народне странке, јер је по његовим речима већ дуже време имао различите погледе у односу на неке њене највише званичнике. Упркос томе, није хтео да напушта странку и да је цепа пред изборе. Председник Народне странке Вук Јеремић је изјавио да је његова странка спремна да га подржи, упркос свим околностима његовог именовања, иако је њихов први избор за председничког кандидата био Мирослав Алексић.
Вође коалиције разговарале су 28. и 29. јануара, након чега су закључили да подржавају Поноша као председничког кандидата. Понош је 2. фебруара представљен као председнички кандидат коалиције Уједињени за победу Србије. Његову кандидатуру је 6. марта потврдила Републичка изборна комисија (РИК). Понош је у фебруару најавио своје саветнике са којима ће сарађивати ако буде изабран за председника. Током своје кампање Понош је одржавао скупове по градовима и местима широм Србије. Заузео је друго место на председничким изборима, након што је освојио 18% гласова од изашлих 58,63% бирача. Након пораза на изборима, Понош је напустио Народну странку.

### Савремени период (2022—)
Јула 2022. је основао центристичку политичку страну Србија центар - СРЦЕ.
За народног посланика је изабран 2023. Члан је посланичке групе пријатељства са Шпанијом и балтичким државама.

## Политички ставови
Понош је самопрозвани центриста, а такође је изјавио да његови ставови комбинују и леви центар и десни центар. The Philadelphia Inquirer га је такође описао као центристу. Посматрачи су описали његове ставове као реформистичке и умерено конзервативне. Противи се владавини Српске напредне странке и оптужио је Александра Вучића да ради „у сопственим интересима”. Вучића је упоредио са Аугустом Пиночеом, рекавши да „понижава државу и војску”.

### Став о унутрашњој политици
Понош је своје политичке ставове описао као мешавину грађанских и националних питања. Изразио је подршку конституционализму и концепту социјалнеј правде. Навео је и да „грађанску заједницу не треба називати браком”, а оценио да „људи који живе у таквој заједници треба да имају иста права као и сви други”, али је истакао и да је против могућности да људи из истополне заједнице могу да усвајају децу. Залаже се за промену председничког изборног система, на систем у коме би председника бирала тајним гласањем Народна скупштина. Понош је изјавио да ће, уколико буде изабран за председника, потписати Закон којим би се вратиле одузете пензије, што је Влада на челу са Вучићем урадила 2014. године.

### Став о војсци
Понош је, поводом својих ставова о војсци, критиковао Закон о војсци који је усвојен 2018. и навео да је „Закон удовољава интересима трговаца оружјем”. Такође је тврдио да би „уместо увођења војне обавезе требало да подигну плате официрима у војсци”, док је оптужио владу за злоупотребу полиције током предизборних кампања. Понош је позвао војни врх да се одупре употреби војске у политичке сврхе и оптужио Владу да је састављена од „некомпетентних политичара који се поигравају са системом одбране”.

### Став о спољној политици
Понош се залаже за приступање Србије Европској унији, а током кампање 2022. себе је назвао „проевропским кандидатом”. Такође подржава чланство Србије у Партнерству за мир и њену сарадњу са НАТО пактом, али се противи уласку Србије у ову војну алијансу. Године 2006. изјавио је да „Војска Србије треба да се фокусира на модернизацију како би достигла ЕУ и НАТО стандарде” и да би се питање НАТО-а требало решити референдумом. Године 2017. изјавио је да би улазак Србије у НАТО био „ирационалан и емоционално неприхватљив потез за генерације које су преживеле трауму бомбардовања”, као и да Србија треба да остане војно неутрална. Оптужио је Александра Вулина да не поштује војну неутралност.
Раније је подржао такозвана „четири стуба” српске спољне политике, у које су укључене и европска интеграција, КиМ и регионална сарадња. Изјавио је да се противи инвазији Русије на Украјину која је почела 24. фебруара 2022. године.

### Косовско питање
Понош је против признања независности Републике Косово,✽ тврдећи да је признање Косова нешто што „ниједна демократска власт у Србији не може да прихвати” и да решење за ово питање неће донети људи који су распиривали мржњу и рат. Такође је навео да је „важно да ствари не крену у лошем смеру и да се полако нормализује живот и гради поверење”. Такође је изјавио да је „Косово проблем који мора да се решава... тако да свако решење буде у корист грађана који тамо живе”.  Изразио је своје противљење замрзавању дипломатије. Критиковао је Српску листу и Вучићев приступ КиМ.

### Масакр у Сребреници, Ратко Младић и Република Српска
Током интервјуа у фебруару 2022. Понош је изјавио да је једном срео Ратка Младића у Книну, и да је он на њега оставио утисак "официрчине". Говорећи о Младићевој умешаности у масакр у Сребреници, Понош је навео да су Младићеве трупе „починиле бруталне злочине” и да „за те злочине одговарао је он [Младић], али не треба да за то одговара цела генерација или цео народ”. За самог Младића је рекао да је он трагична личност, и да је војнички гледано урадио бриљантне ствари у БиХ.
Приликом интервјуа за Н1 2022. је рекао да би посетио Меморијални центар у Поточарима, али и да очекује да представници других народа из Босне и Херцеговине дођу у Кравице. Додао је и да Република Српска не може да се третира као да је настала на злочину, јер је настала на праведној борби.
Такође је навео да подржава Декларацију о Сребреници коју је Народна скупштина усвојила 2010. године. Поноша су због његових коментара критиковали провладини медији у Србији.

## Приватни живот
Понош је у младости боравио у Загребу и касније се оженио Зденком, Хрватицом из Инђије. Има једног брата, док му је отац умро непосредно пре операције Олуја. Породица му је избегла у Србију 1995. и живи на периферији Београда. Изјавио је да је изгубио поверење у државу онда када је државна телевизија о егзодусу Срба Крајине 1995. неадекватно извештавала. Његовог деду по мајци мобилисали су партизани и погинуо је на Сремском фронту. Има и хрватско држављанство.
Поред матерњег српског, говори и енглески и руски. Хобији су му проучавање историје, музике, филма, фудбала и цртаћа.
Понош је и аутор више научних радова. Радио је као надзорни уредник часописа Horizons.

## Дела
- Понош, Здравко; Шуњеварић, Милан (1993). „Сателитски телекомуникациони системи у војној примени”. Војнотехнички гласник (на језику: српски). 41. Београд: Универзитет одбране у Београду. стр. 682—697. ISSN 0042-8469. eISSN 2217-4753.
- Понош, Здравко (2007). „Трансформација војске Србије — изазови и одговори”. Војно дело (на језику: српски). 5. Београд: Министарство одбране Републике Србије, Универзитет одбране у Београду. стр. 9—30. ISSN 0042-8426. eISSN 2683-5703.

### Примарни извори
У тексту овим референцама претходи двоструки бодеж (‡):
1. 1 2 3  „Zdravko Ponoš” (на језику: српски). Centar za Međunarodnu Saradnju I Održivi Razvoj. Архивирано из оригинала 14. 4. 2022. г. Приступљено 27. 1. 2022.
2. ↑  „Upoznaj Ponoša”. Zdravko Ponoš (на језику: српски). фебруар 2022. Приступљено 2022-03-01.